# Sevniško-krški govor
Sevniško-krški govor (sevniško-krško podnarečje) je posebna oblika narečja znotraj štajerske narečne skupine slovenskega jezika. Obravnava se kot podnarečje posavskega narečja in predstavlja prehodno obliko med dolenjsko in štajersko narečno skupino. Gre za starejši dolenjski substrat, obogaten s kasnejšimi štajerskimi posebnostmi. Območje sevniško-krškega govora se razteza vzdolž obeh bregov reke Save od Zidanega Mostu do tik pred Brežicami, nato pa se nadaljuje po desnem bregu Save vse do hrvaške meje.  Poglavitna naselja na področju sevniško-krškega govora so Radeče, Loka pri Zidanem Mostu, Boštanj, Sevnica, Zabukovje nad Sevnico, Brestanica, Senovo, Krško, Drnovo, Cerklje ob Krki, Čatež ob Savi in Velika Dolina.